# Lothar Kreyssig
Lothar Kreyssig (Flöha, 30 ottobre 1898 – Bergisch Gladbach, 6 luglio 1986) è stato un giudice tedesco durante il periodo della repubblica di Weimar e della Germania nazista. È stato l'unico giudice tedesco che ha tentato di fermare il programma di eutanasia Action T4, un intervento che gli è costato il lavoro. Dopo la seconda guerra mondiale, gli fu nuovamente offerto un ruolo di giudice, ma rifiutò. In seguito, divenne un sostenitore della riconciliazione tedesca e fondò il Action Reconciliation Service for Peace e la ONG Action for World Solidarity.

## Biografia

### Primi anni
Lothar Ernst Paul Kreyssig è nato a Flöha, in Sassonia, figlio di un uomo d'affari e commerciante di cereali. Ha frequentato il ginnasio a Chemnitz. Ha messo da parte la sua formazione e si arruolò nell'esercito nel 1916 durante la prima guerra mondiale. Due anni di servizio in guerra lo portarono in Francia, nel Baltico e in Serbia. Dopo la guerra, tra il 1919 e il 1922, studiò legge a Lipsia, conseguendo il dottorato nel 1923. Nel 1926 andò a lavorare presso il tribunale distrettuale di Chemnitz e due anni dopo ne divenne giudice.
Nel 1933, Kreyssig subì pressioni per unirsi al partito nazista, ma rifiutò, adducendo il suo bisogno di indipendenza giudiziaria. Tuttavia, nel 1934, si unì alla Chiesa confessante e nel 1935 fu eletto Praeses al sinodo della Chiesa confessante in Sassonia.
Era ancora in grado di lavorare nella sua professione e nel 1937 fu trasferito a Brandeburgo sulla Havel al tribunale distrettuale inferiore. Il suo lavoro come giudice tutelare del tribunale per la salute mentale lo ha reso responsabile di diverse centinaia di bambini e adulti con problemi mentali. Contro di lui è stata avviata un'indagine preliminare provocata dalle attività della chiesa di Kreyssig, ma non è stata intrapresa alcuna azione.
Notando che il numero di certificati di morte dei suoi reparti iniziò ad accumularsi sulla sua scrivania, iniziò a sospettare che le morti fossero collegate all'omicidio di misericordia che era iniziato. Riferì i suoi sospetti in una lettera al ministro della Giustizia Franz Gürtner, datata 8 luglio 1940. Metteva alla gogna il programma di eutanasia Aktion T4 dei nazisti. Ha anche affrontato la privazione dei diritti dei prigionieri nei campi di concentramento nazisti, adducendo tutte le sue argomentazioni su solide basi legali.
«Ciò che è giusto è ciò che avvantaggia le persone.» In nome di questa spaventosa dottrina, ancora non contraddetta da alcun custode dei diritti in Germania, interi settori della vita comunitaria sono stati esclusi dal diritto, per esempio in tutti i campi di concentramento, e successivamente in tutti gli ospedali ed i sanatori.
Kreyssig ha quindi sporto denuncia contro il Reichsleiter Philipp Bouhler per omicidio: ha presentato un'ingiunzione contro le istituzioni in cui aveva ospitato i suoi reparti, vietando loro di trasferire i reparti senza il suo consenso.
Il 13 novembre 1940, Kreyssig fu convocato da Gürtner, che presentò a Kreyssig la lettera personale di Hitler che aveva avviato il programma di eutanasia e che ne costituiva l'unica base giuridica. La risposta di Kreyssig fu: "La parola del Führer non crea un diritto", indicando chiaramente che non lo riconosceva come un diritto legale. Gürtner ha poi detto a Kreyssig: "Se non puoi riconoscere la volontà del Führer come fonte del diritto, allora non puoi rimanere un giudice". Nel dicembre 1940, Kreyssig fu sospeso. I tentativi della Gestapo di mandarlo in un campo di concentramento fallirono. Due anni dopo, nel marzo 1942, Hitler costrinse Kreyssig al ritiro.
Kreyssig si dedicò poi all'agricoltura biologica e al lavoro in chiesa. Nascose anche due donne ebree nella sua proprietà fino alla fine della guerra.

### Dopo il 1945
Con il dopoguerra e la fine del nazionalsocialismo, Kreyssig venne apprezzato come Widerstandskämpfer. Sentendo che lo stato di diritto nella zona di occupazione sovietica fosse insufficiente, Kreyssig decise di non riprendere la sua carriera di giudice. Accettò, invece, un'offerta dal vescovo Otto Dibelius e nel 1945 divenne presidente concistorale della Chiesa evangelica della Provincia della Chiesa di Sassonia a Magdeburgo. Nel 1947 divenne Praeses del Sinodo della provincia ecclesiastica, carica che ricoprì fino al 1964. Nel dicembre 1950 il sinodo generale della Chiesa evangelica dell'antica Unione prussiana lo elesse presidente, carica che mantenne fino al 1970. Nel 1952 diresse per breve tempo la cancelleria di quella chiesa.
Tra il 1949 e il 1961 fu membro del consiglio della Chiesa evangelica in Germania, e dal 1949 al 1958 fu anche vicepresidente orientale del Deutscher Evangelischer Kirchentag. Spiritualmente, era a casa nella Evangelische Michaelsbruderschaft. Le opinioni di Kreyssig erano controverse: ha sposato l'ecumenismo dei cristiani, ma che includesse anche l'ebraismo. Kreyssig si ribellò alla Wiederbewaffnung e rifiutò la divisione della Germania in due paesi.
Kreyssig ha istituito istituzioni e programmi ecclesiastici, come l'Accademia protestante della provincia della Chiesa di Sassonia e una linea diretta. Ha fondato l'Aktionsgemeinschaft für die Hungernden, un'azione comune per combattere la fame, che è stata un precursore dell'ONG Action for World Solidarity.
La sua opera più significativa, tuttavia, è stata la fondazione dell'Action Reconciliation Service for Peace. Kreyssig ha voluto la fondazione di questa opera nel 1958, dicendo che i giovani tedeschi dovrebbero andare nei paesi ex nemici e in Israele per chiedere perdono e, tramite il volontariato, fare buone azioni per espiare i bombardamenti e i crimini della seconda guerra mondiale, per mostrare volontà di redenzione, lavorare per la riconciliazione e per la pace. Migliaia di tedeschi si sono offerti volontari in numerosi paesi attraverso questa organizzazione. I primi progetti avviati furono in Norvegia, Paesi Bassi, Gran Bretagna, Francia e Grecia. Con la costruzione del muro di Berlino, Kreyssig fu tagliato fuori dalle attività internazionali della sua organizzazione. Di conseguenza, smise di dirigere l'organizzazione e si dedicò alla costruzione di una versione dell'organizzazione nella Repubblica Democratica Tedesca. Uno dei primi progetti di questa iniziativa è stato quello di ricostruire due chiese distrutte a Magdeburgo.
Nel 1971, Kreyssig e sua moglie si trasferirono a Berlino Ovest. Ha vissuto in una casa di cura dal 1977 a Bergisch Gladbach fino alla sua morte nel 1986.

## Eredità e memoriali
Fino ad oggi, Kreyssig è conosciuto come l'unico giudice che ha cercato di fermare gli omicidi sistematici condotti nell'ambito del programma T4 dei nazisti.
Le città di Flöha, Brandeburgo sulla Havel, Magdeburgo, Karlsruhe e Bergisch Gladbach hanno ciascuna una strada intitolata a lui. A Flöha c'è una Förderschule e a Lehnin un centro per anziani che porta il suo nome. Il Premio per la pace Lothar Kreyssig viene assegnato ogni due anni dal 1999 dalla Fondazione Lothar Kreyssig a Magdeburgo.
Nell'anniversario del suo centesimo compleanno, una targa commemorativa è stata scoperta presso l'Oberlandesgericht (Tribunale regionale superiore) a Brandenburgo sulla Havel. L'ex sito del tribunale distrettuale inferiore, ora sede del Brandenburg Generalstaatsanwaltschaft (Procuratore generale), ha all'esterno due stele commemorative e all'interno una targa con un'iscrizione del biografo di Kreyssig, Konrad Weiß. L'Associazione Brandeburghese dei Giuristi ha donato la targa il 5 maggio 2008 per commemorare l'Appello di Kreyssig per fondare l'Azione per la Riconciliazione nel 50º anniversario della sua istituzione.
Il 22 ottobre 2006, il Ministero Federale della Giustizia ha tenuto un memoriale, sponsorizzato dal Ministro della Giustizia Brigitte Zypries, in occasione del 20º anniversario della morte di Kreyssig.
Il 5 luglio 2008 è stato inaugurato un memoriale a Hohenferchesar, sua residenza dal 1937 al 1972. Lothar e Johanna Kreyssig sono state riconosciute come Giusti tra le Nazioni da Yad Vashem nel 2016.

## Pubblicazioni
- Gerechtigkeit für David. Gottes Gericht und Gnade über dem Ahnen Jesu Christi. Nach dem 2. Buch Samuelis, 1949
- Servizio per la Riconciliazione per la Pace, sito ufficiale. Berlino 1958  Appello per fondare l'Azione per la Riconciliazione, su asf-ev.de. URL consultato il 13 marzo 2010 (archiviato dall'url originale il 25 dicembre 2009).